# Surf Rock
Der Surf Rock (von englisch surf ‚Brandung, Gischt‘; in Chile Islote Barrera, in Argentinien Roca Rompiente genannt) ist ein niedriger Klippenfelsen in der Marguerite Bay vor der Fallières-Küste des Grahamlands auf der Antarktischen Halbinsel. Er liegt 800 m westlich des westlichen Ausläufers der Neny-Insel und 300 m südöstlich von Runaway Island. 
Teilnehmer der British Graham Land Expedition (1934–1937) unter der Leitung des australischen Polarforschers John Rymill nahmen 1936 eine grobe Kartierung vor. Der Falkland Islands Dependencies Survey (FIDS) präzisierte diese im Jahr 1947. Benannt ist der Felsen nach den sich hier brechenden Wellen.